# 让-巴蒂斯特·吕利 (子)
让-巴蒂斯特·吕利（法語：Jean-Baptiste Lully fils，法語發音：[ʒɑ̃ batist lyli fis]；1665年8月6日—1743年3月9日），作曲家，也被称为“巴蒂斯特·吕利”（Baptiste Lully）、“小吕利”（Lully fils）和“巴蒂斯特先生”（Monsieur Baptiste）。是让-巴蒂斯特·吕利（Jean-Baptiste Lully）的第二子。

## 生平
让-巴蒂斯特·吕利从小在教会生活。1678年5月6日，当他12岁时，国王将他安排在卡尔卡松（Carcassonne）教区的圣伊莱尔教堂（St Hilaire）。在1684年，小吕利去了卢瓦尔省，昂热附近的圣乔治教堂（St Georges-sur-Loire）。他的兄弟一样，他是活跃的作曲家，但有一些关于他才华的争论。根据一项1768年的文件，他“除了音乐之外几乎什么都不懂”。鉴于这种情况，他通常会需要其他作曲家为他服务，帮助他共同创作。这并没有妨碍他把他的名字题写在这些作品上。1696年2月7日，他被任命为王室音乐（musique du roi）的主管。据说，他与米歇尔·理查德·德拉兰德（Michel Richard Delalande）被共同授予这个职位的原因，是由于“他父亲的才华和影响”。

## 作品

### 作品全集列表
- Le triomphe de la Raison sur l'Amour（理智胜过爱情，田园诗，1696年）
- Eglogue（田园诗，1697年，失传）
- Apollon et Daphné（阿波罗和达芙妮，嬉游曲，1698年，失传）
- Concert de violons et hautbois donné au souper du roy（为皇家晚宴而作的小提琴与双簧管的协奏曲，1707年）
- Divertissement（嬉游曲，1721年，失传）